# Оквуону, Бойд
Бойд Обуникечукву Оквуону (англ. Boyd Obunikechukwu Okwuonu; родился 24 февраля 1993 года в Эдмонде, Оклахома, США) — американский футболист, защитник.

## Клубная карьера
Оквуону начал карьеру в Академии Ай-Эм-Джи, а также выступая за молодёжную команду «Далласа». В 2011 году он поступил в Университет Северной Каролины в Чапел-Хилл и на протяжении трёх лет играл за его футбольную команду. Во время обучения Бойд также недолго выступал за «Орландо Сити U-23» и «Каролину Динамо».
15 января 2015 года на Супердрафте MLS Оквуону был выбран во втором раунде под общим 27-м номером клубом «Реал Солт-Лейк». 20 марта он был заявлен в фарм-клуб «Реал Монаркс», выступающий в USL. Его профессиональный дебют состоялся два дня спустя в матче против «Лос-Анджелес Гэлакси II». За «Реал Солт-Лейк» в MLS Бойд дебютировал 27 июня в матче против «Коламбус Крю», заменив во втором тайме Жоао Плату. 24 сентября 2016 года в матче «Реал Монаркс» против «Лос-Анджелес Гэлакси II» он забил свой первый гол в карьере. После завершения сезона 2016 «Реал Солт-Лейк» не продлил контракт с Оквуону.

## Международная карьера
В 2009 году в составе юношеской сборной США Оквуону выступал на юношеском чемпионате мира в Нигерии. На турнире он сыграл в матче против команды Малави.
В 2013 году Бойд в составе молодёжной сборной США дошёл до финала чемпионата КОНКАКАФ среди молодёжных команд, где его сборная уступила в дополнительной время хозяевам турнира мексиканцам. В ходе соревнования Луис забил два гола в ворота сборных Канады, Коста-Рики, Гаити и Кубы.